# Paradigma
Paradigma (z řeckého παράδειγμα parádeigma = vzor, příklad, model) je obecně přijímané schéma, vzorec myšlení či model. Pojem paradigma jako první obecně definoval Thomas Samuel Kuhn v 2. polovině 20. století, ve svém díle Struktura vědeckých revolucí.

## Paradigma ve vědě
Ve vědecké sféře znamená paradigma zásadní pojetí určité disciplíny, které je považováno za vzorové a je sdíleno většinou vědců a výzkumníků v určité historické etapě. Paradigma vymezuje to, co má být zkoumáno, jakými přístupy, jakými metodami, podle jakých pravidel a konvencí. Paradigmata ve vědě jsou dočasná a jejich změna obvykle probíhá radikálním obratem, tzv. vědeckou revolucí. Pojem vědecká revoluce zavedl T. S. Kuhn.
Podle široce přijímané koncepce T. S. Kuhna je paradigma souhrn základních domněnek, předpokladů, představ dané skupiny vědců. Ke každému paradigmatu patří i metodická pravidla řešení, intuitivní postoje a hodnocení problémů. Jinými slovy řečeno, paradigma zahrnuje vše, co mají členové vědecké společnosti společného, a naopak vědecké společenství tvoří lidé, kteří sdílejí stejné paradigma.
Ke zvratům dochází po určité době tak, že se dosavadní paradigma vyčerpá. Nastává období, kdy již nevyhovuje při řešení některých otázek ve vědě – tyto nevyhovující odpovědi Kuhn označuje jako anomálie. Nahromadí-li se mnoho anomálií, dochází k hledání nového paradigmatu. Po dokončení tohoto procesu znovu nastává období tzv. normální vědy.
V Kuhnově teorii nové paradigma sice vítězí v konkurenci s několika dalšími, ale tato paradigmata jsou navzájem nesouměřitelná. Podávají totiž tak rozdílný pohled na svět, že není možné hodnotit jedno na základě druhého. Přijetí nového paradigmatu znamená revoluci ve vidění světa. To je dáno tím, že paradigma tvoří předpoklad samotného vnímání a je jakousi platformou, na jejímž základě vnímáme svět jistým způsobem. Paradigma je obdobou Popperova termínu předběžné vědění nebo Foucaultova termínu epistémé.
Např. v oblasti pedagogiky a andragogiky dochází ke změně paradigmatu v tom, že vzdělávání mládeže a dospělých se orientuje na vytváření kompetencí.

### Příklady změny paradigmatu
Některé z „klasických případů“ změny paradigmatu ve vědě jsou:
- 1543 – Přechod v kosmologii z geocentrismu (Ptolemaios) na heliocentrismus (Koperník).
- 1543 – Přijetí díla Andrease Vesaliuse, jehož práce De humani corporis fabrica napravila četné chyby v dřívějším systému vytvořeném Galenem.
- 1687 – Přechod v mechanice z aristotelské mechaniky na klasickou (newtonovskou) mechaniku.
- 1783 – Přijetí Lavoisierovy teorie chemických reakcí a spalování místo flogistonové teorie, známé jako chemická revoluce.
- Přechod v optice z geometrické optiky na vlnovou optiku Augustina-Jean Fresnela.
- 1826 – Objev hyperbolické geometrie.
- 1859 – Revoluce v evoluční teorii od cílené změny k přirozenému výběru Charlese Darwina.
- 1880 – Teorie choroboplodných zárodků nemocí začala předjímat Galenovu teorii miasmatu.
- 1905 – Vývoj kvantové mechaniky, která nahradila klasickou mechaniku v mikroskopických měřítcích.
- 1887–1905 – Přechod ze světelného éteru přítomného ve vesmíru na elektromagnetické záření v časoprostoru.
- 1919 – Přechod mezi světonázorem newtonovské gravitace a obecnou relativitou.
- 1964 – Objev reliktního záření vede k přijetí teorie velkého třesku na úkor teorie ustáleného stavu.
- 1974 – Listopadová revoluce s objevem mesonu J / psi a přijetím existence kvarků a standardního modelu fyziky částic.

Přestože Kuhn omezil použití termínu na přírodní vědy, koncept změny paradigmatu byl použit i v mnoha nevědeckých kontextech k popisu hluboké změny v základním modelu nebo vnímání událostí. Například behaviorismus a kognitivismus v psychologii, keynesiánství a monetarismus v makroekonomii, přijetí radiokarbonového datování v archeologii atd.

## Paradigma ve filosofii
Filosofové Herbert Schädelbach a Ekkehard Martens definují ve svém díle Philosophie. Ein Grundkurs 3 stejně hodnotná paradigmata.
1. Ontologické (realistické) – důležité je pouze to, co je stále a neměnné, co platí za všech okolností. Abychom dospěli k pravdivému poznání, stačí si zvolit vhodnou metodu. Základní otázkou zůstává: „Co to znamená, že něco je?“ Zastánci této teorie byli: Platón, Aristoteles, M. Heidegger, N. Hartmann.
2. Mentalistické (konstruktivistické) – důležité je pouze to, co dokážeme poznat v rámci vlastního vědomí. Abychom dospěli k pravdivému poznání, je třeba stanovit stejné platné podmínky (pravidla logiky, laboratorní podmínky, apod.) pro všechny badatele. Základní otázkou je: „Co mohu poznat?“ Představitelé tohoto paradigmatu spojovaného s filosofickým směrem noetikou byli René Descartes, I. Kant či K. R. Popper a jako prezident i T. G. Masaryk. 
3. Lingvistické (komunikativní) – důležitý je fakt, že hranice poznání jsou omezené možnostmi jazyka. Základní otázkou bývá: „Čemu mohu porozumět?“ Filosofové tvořící v duchu tohoto paradigmatu, z něhož vychází například hermeneutika, byli L. Wittgenstein, který v souladu s tímto schématem tvrdil, že „o čem se nedá mluvit, o tom se musí mlčet,“ nebo H. G. Gadamer.

## Další definice a významy
- U Platóna idea jako neměnný a dokonalý vzor, na němž se stvořené (smysly vnímatelné) věci podílejí (mají na něm účast).

- V lingvistice pojem paradigma označuje soubor tvarů ohebného slova. V morfologii termínem paradigma označujeme systém vzorů (slovesný, jmenných).
- V humanitních a společenských vědách může zároveň existovat více paradigmat nezávisle na sobě, vzájemně se nevylučujících. Tímto se humanitní a společenské vědy liší od věd exaktních, kde je platné vždy jediné paradigma.

- Programovací paradigma, výchozí imaginární schematizace úloh, soubor náhledů na obor informační/výpočetní problematiky; soubor přístupů k řešení specifických úloh daného oboru; soustava pravidel, standardů a požadavků na programovací jazyky; jednotlivá paradigmata mohou zřetelně ulehčit práci v rámci svého určení a komplikovat nebo úplně odsunout 'neohniskové' úlohy do zcela 'nekompatibilních' dimenzí (tak, že např. určité jazyky nelze použít k výpočtům nebo jiné k interakci s uživatelem).
- Abstraktivní systémová třída jazykových jednotek libovolné jazykové roviny (např. morfologické, syntaktické, sémantické) vymezená na základě paradigmatických vztahů (zvl. asociace), tj. jejich podobnosti a vzájemné nahraditelnosti. Paradigmatické vztahy jsou protějškem syntaktických vztahů (tj. vztahů mezi jazykovými jednotkami v textu).

- Paradigmatické vztahy a syntagmatické vztahy lexikálních jednotek:

Paradigmatický vztah je takový, který je a) nezávislý na větném kontextu, b) kde lze místo jedné lexikální jednotky použít jednotku jinou, c) kromě synonymických lexikálních jednotek se tyto ale v konkrétním textu navzájem vylučují. Tj. například barvy: červený svetr x oranžový svetr – libovolná záměna není možná. Mezi paradigmatické vztahy patří synonymie, hyponymie a hyperonymie, opozitnost. Syntagmatický vztah je takový, který je a) závislý na větném kontextu, b) kde lze jednotky spojovat (řadit za sebe). Tato spojení jsou nazývána syntagma. Jedná se například o spojení: koupit svetr, vyprat svetr, černý svetr. Patří k nim polysémie a homonymie.